# إيملي بست
إيملي بست (بالإنجليزية: Emily Best)‏ هي سيدة أعمال ومنتجة أفلام أمريكية، ولدت في 4 أغسطس 1980 في سان جواكوين في الولايات المتحدة.